# Diasula
Diasula is een geslacht van vliesvleugeligen uit de familie Encyrtidae. De wetenschappelijke naam van dit geslacht is voor het eerst geldig gepubliceerd in 1984 door Noyes & Hayat.

## Soorten
Het geslacht Diasula omvat de volgende soorten:
- Diasula glabriscutellum (Girault, 1932)
- Diasula homeri (Girault, 1935)
- Diasula semiargentipes (Girault, 1915)